# Maître des anges rebelles
Le Maître des anges rebelles (en italien, Maestro degli angeli ribelli) est un peintre italien du Trecento (XIVe siècle italien), un maître anonyme, actif à Sienne, nommé ainsi par Joseph Polzer pour deux tableaux de facture gothique conservés au musée du Louvre.
Ces panneaux d'un même polyptyque dispersé, connus des frères de Limbourg, les ont inspirés pour Les Très Riches Heures du duc de Berry et notamment pour la miniature représentant La Chute des Anges rebelles (f.64).

## Œuvres
Deux faces à l'huile et or sur bois, dédoublées et transférées sur toile (musée du Louvre) :
- La Chute des anges rebelles,
- Saint Martin partageant son manteau,

## Sources
- Notice no 00000106246, sur la plateforme ouverte du patrimoine, base Joconde, ministère français de la Culture
- Notice no 00000106247, sur la plateforme ouverte du patrimoine, base Joconde, ministère français de la Culture